# پازماندفالو
پازماندفالو (به مجاری:  Pázmándfalu) یک شهرداری در مجارستان است که در ناحیه پانون‌هالما واقع شده‌است. پازماندفالو ۱۹٫۳۹ کیلومتر مربع مساحت و ۹۶۵ نفر جمعیت دارد.